# Pnyx
A Pnyx era uma colina na Atenas da Grécia antiga, com cerca de 400 m, ao sudoeste da ágora, onde a assembleia ou eclésia se reunia. No século V, o auditório  foi reconstruído de modo que sua orientação foi alterada, talvez para a introdução do comparecimento pago.

## Estrutura

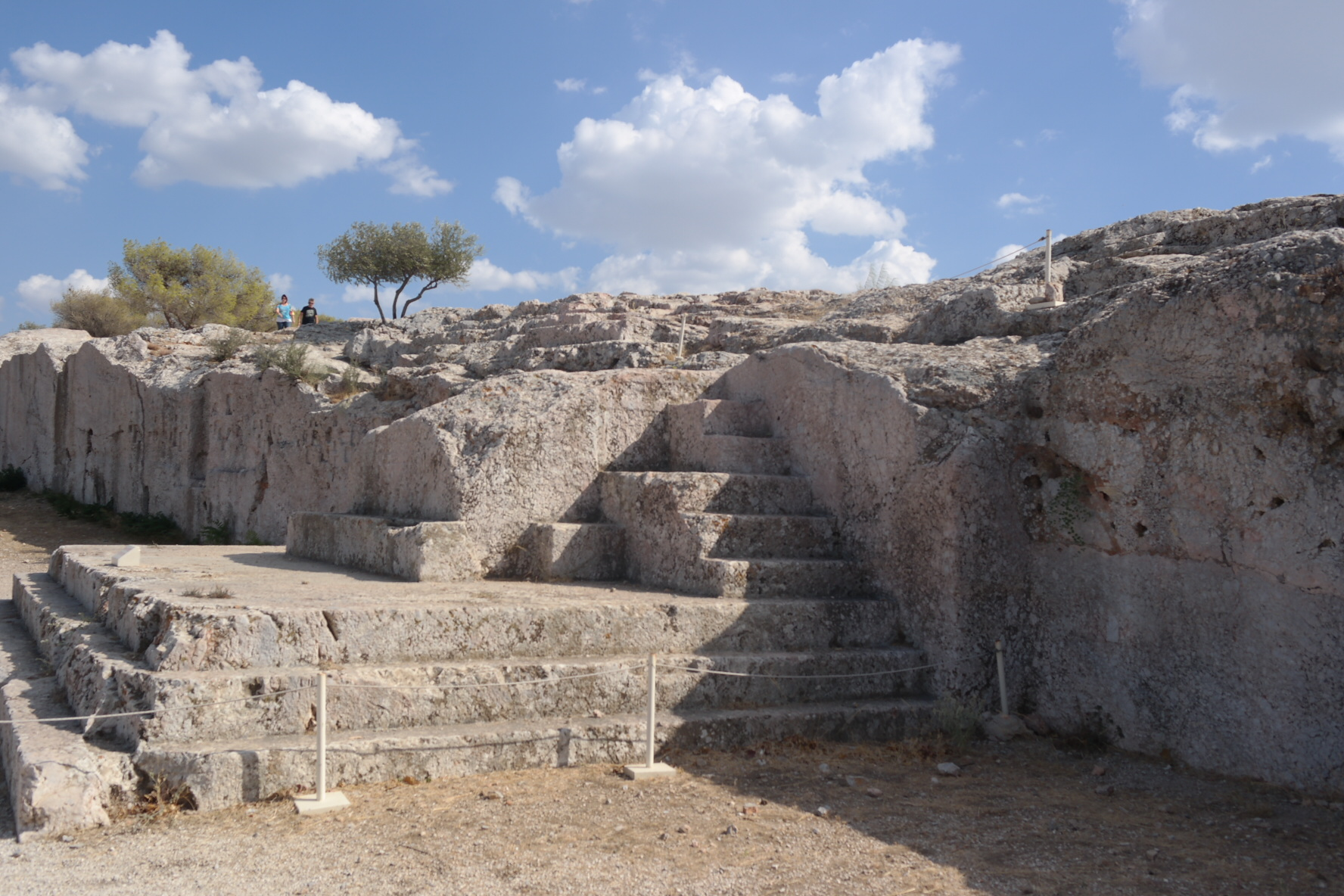
Pnyx

A Pnyx foi escavada nos anos 1930 e foi possível definir três períodos distintos da história da construção, a Pnyx I (c. 460 - 400 AEC), a Pnyx II (c. 400 - 120 AEC) e a Pnyx III (de 120 AEC em diante). Situava-se em um rebaixo a oeste da acrópole e fora construída originalmente por volta de 500 AEC ou 462/1 AEC e então remodelada em 403 sob o governo dos Trinta tiranos, a fase final foi concluída em 430 AEC. Esta terceira fase consistia de uma plataforma para o orador, a bema, e um muro de contenção curvado a partir do auditório. Também havia stoas a partir do rebaixo superior mas que nunca foram concluídos.:197